# Igor Arrieta
Igor Arrieta Lizarraga (Uharte-Arakil, 8 december 2002) is een Spaans wielrenner die anno 2024 rijdt voor UAE Team Emirates. Hij is de zoon van voormalig wielrenner José Luis Arrieta.

## Carrière
Als eerstejaars junior werd Arrieta tweede in zowel de tijdrit als de wegwedstrijd tijdens de nationale kampioenschappen. In de door Quinn Simmons gewonnen wegwedstrijd op het wereldkampioenschap eindigde hij op plek 49. In 2020, zijn tweede jaar als junior, werd Arrieta wederom tweede in het nationale kampioenschap tijdrijden, nu achter Juan Ayuso. In het veld werd Arrieta in januari 2020 nationaal kampioen, voor Aitzol Sasieta en Alain Suárez. Datzelfde seizoen won hij meerdere Spaanse crossen, waaronder de die in Igorre.
Na meerdere ereplaatsen in het Spaanse amateurcircuit, een nationale titel in het tijdrijden bij de beloften en een zestiende plaats in het eindklassement van de Ronde van de Aostavallei, werd Arrieta per 1 augustus 2021 prof bij Equipo Kern Pharma. In februari 2022 werd Arrieta zevende in het eindklassement van de Gran Camiño. Het jongerenklassement schreef hij wel op zijn naam, met een voorsprong van 51 seconden op Filippo Zana. Zijn debuut in de World Tour maakte Arrieta in april van dat jaar, toen hij aan de start stond van de Ronde van het Baskenland. Later die maand stond hij aan de start van de Ronde van Asturië, waar hij het jongerenklassement won. Zijn eerste profoverwinning behaalde hij eind juni 2025 toen hij de Prueba Villafranca de Ordizia won. Zijn ploeggenoten Isaac del Toro en António Morgado eindigden respectievelijk op de tweede en derde plaats.

## Veldrijden

### Palmares
| Categorie | Seizoen   | Wereldbeker | WK  | EK | SK     | Overige                                                          | Totaal aantal zeges |
| --------- | --------- | ----------- | --- | -- | ------ | ---------------------------------------------------------------- | ------------------- |
| Junioren  | 2018-2019 |             | 43e |    | 4e     |                                                                  | 0                   |
| Junioren  | 2019-2020 |             | 40e |    | Goud   | Karrantza, Pontevedra, Amézaga de Zuya, Igorre, Xativa, Valencia | 7                   |
| Junioren  | Totaal    | 0           | 0   | 0  | 1      | 6                                                                | 7                   |
|           |           |             |     |    |        |                                                                  |                     |
| Beloften  | 2020-2021 |             |     |    | 5e     |                                                                  | 0                   |
| Beloften  | Totaal    | 0           | 0   | 0  | 0      | 0                                                                | 0                   |
|           |           |             |     |    |        |                                                                  |                     |
| Elite     | 2021-2022 |             |     |    | opgave |                                                                  | 0                   |
| Elite     | Totaal    | 0           | 0   | 0  | 0      | 0                                                                | 0                   |

## Wegwielrennen

### Overwinningen
2021
 Spaans kampioen tijdrijden, Beloften
2022
Jongerenklassement Gran Camiño
Jongerenklassement Ronde van Asturië
2025
Jongerenklassement Internationale Wielerweek
Prueba Villafranca de Ordizia

### Resultaten in voornaamste wedstrijden
| Jaar | Ronde van Italië | Ronde van Frankrijk | Ronde van Spanje |
| ---- | ---------------- | ------------------- | ---------------- |
| 2022 |                  |                     |                  |
| 2023 |                  |                     |                  |
| 2024 |                  |                     |                  |
| 2025 | 36e              |                     |                  |

| Jaar | Clásica San Sebastián | Parijs-Tours |
| ---- | --------------------- | ------------ |
| 2022 | opgave                |              |
| 2023 |                       | 62e          |
| 2024 | opgave                |              |
| 2025 | 65e                   |              |

## Ploegen
- 2021 –  Equipo Kern Pharma (vanaf 1 augustus)
- 2022 –  Equipo Kern Pharma
- 2023 –  Equipo Kern Pharma
- 2024 –  UAE Team Emirates
- 2025 –  UAE Team Emirates

Adrià · Agirre · Araiz · Arrieta · Berrade · Carboni (vanaf 9/9) · Carretero · J. Castrillo · Cobo · Galván · C. García Pierna · R. García Pierna · Jaime · D. Lopez · J. López · Marquez · Mendez · Miquel · Moreno · Novikov · Parra · Řepa · Ruiz · Sánchez · van der Tuuk · P. Castrillo (stagiair) · Fernandez (stagiair) · Retegi (stagiair)
Adrià · Agirre · Arrieta · Berrade · Carboni · Carretero · Castrillo · Cobo · Elosegui · Galván · C. García Pierna · R. García Pierna · Jaime · López · Marquez · Miquel · Parra · Řepa (tot 2/5) · Retegi · Ruiz · Sánchez · van der Tuuk · Aznar (stagiair) · Carrascosa (stagiair) · Dorenbos (stagiair)
Almeida · Arrieta · Ayuso · Baroncini · Bax · Bjerg · Christen · Covi · del Toro · Fisher-Black · Großschartner · Hirschi · Hodeg · Laengen · Majka · McNulty · Molano · Morgado · Novak · I. Oliveira · R. Oliveira · Pogačar · Politt · Sivakov · Soler · Ulissi · Vine · Vink · Wellens · Yates